# 堂目卓生
堂目 卓生（どうめ たくお、1959年 - ）は、日本の経済学者。専門は、経済思想史。
岐阜県生まれ。慶應義塾大学経済学部卒業、京都大学大学院経済学研究科修士課程修了、京都大学大学院経済学研究科博士課程修了、経済学博士（京都大学）。立命館大学経済学部を経て、大阪大学大学院経済学研究科教授。 

## 受賞歴
- 2005年、日経・経済図書文化賞－著書 The political Economy of Public Finance in Britain, 1767-1873に対して
- 2008年、サントリー学芸賞（政治経済部門）－著書『アダム・スミス』に対して[2]
- 2019年、紫綬褒章[3][4]

## 著書

### 単著
- 『古典経済学の模型分析――リカード、マルサス、シスモンディの動学理論』（有斐閣, 1992年）
- History of Economic Theory: A Critical Introduction, (E. Elgar, 1994).
- The political Economy of Public Finance in Britain, 1767-1873, (Routledge, 2004).
- 『アダム・スミス――『道徳感情論』と『国富論』の世界』（中央公論新社［中公新書］, 2008年）

### 共著
- 『経済学―名著と現代』（日本経済新聞出版社,2007年）

### 訳書
- 森嶋通夫『リカードの経済学――分配と成長の一般均衡理論』（東洋経済新報社, 1991年）

『森嶋通夫著作集（第6巻）』（岩波書店, 2003年）に所収